# St. Josef am Berg
St. Josef am Berg ist eine österreichische Fernsehfilmreihe aus dem Jahr 2018. Die ersten beiden unter der Regie von Lars Montag entstandenen Filme wurden am 16. und 17. Februar 2018 im ORF und am 16. und 23. Februar 2018 im Ersten erstmals ausgestrahlt.

## Episodenübersicht
| Nr. | Episodentitel     | Erstausstrahlung Österreich (ORF) | Erstausstrahlung Deutschland (ARD) |
| --- | ----------------- | --------------------------------- | ---------------------------------- |
| 1   | Berge auf Probe   | 16. Februar 2018                  | 16. Februar 2018                   |
| 2   | Stürmische Zeiten | 17. Februar 2018                  | 23. Februar 2018                   |

## Handlung

### Teil 1 – Berge auf Probe
Svea Classen und Peter Pirnegger führen in Stralsund eine glückliche Beziehung. Sie sind standesamtlich verheiratet, nachdem Svea schwanger ist planen die beiden auch kirchlich in Peters Heimatort, dem Alpendorf St. Josef, zu heiraten. Dort leben Peters Eltern Inge und Joseph Pirnegger, der Hotelier und Bürgermeister von St. Josef ist. Eigentlich kann sich Svea eine kirchliche Hochzeit in den österreichischen Bergen nicht vorstellen. Nach einigem Zögern lässt sie sich aber trotzdem auf eine solche ein. Joseph plant, die beiden langfristig im Ort zu halten. Peter erhält das Angebot, Chefveterinär im dort geplanten Nationalpark zu werden, für Peter würde damit ein Traum in Erfüllung gehen. 
Joseph Pirnegger freut sich, dass sich Svea zum Leidwesen ihrer Mutter Charlotte bereiterklärt für ein halbes Jahr auf Probe in den Bergen zu bleiben, unter der Bedingung, dass sie dort auch arbeitet. Joseph nutzt seine Beziehungen um ihr eine Stelle bei Bürgermeister Mingner im Nachbarort Klamm zu verschaffen. Allerdings entwickelt sich Svea mehr und mehr zu Josephs Gegnerin. Joseph möchte nämlich insgeheim, dass Svea sicherstellt, dass Bürgermeister Mingner für die Einrichtung des Nationalparks stimmt. Svea dagegen will verhindern, dass dabei die hart arbeitenden Bergbauern wie Grusch auf der Strecke bleiben.

### Teil 2 – Stürmische Zeiten
Svea und Peter sind mittlerweile Eltern eines Mädchens. Svea wurde zur Bürgermeisterin der Nachbargemeinde Klamm gewählt und kämpft als solche für die Interessen der Bergbauern. Mit dem Münchner Naturschutz-Experten Martin Gollan  und ihrem Assistenten Igor entwickelt Svea ein alternatives Konzept für den Nationalpark. Joseph hingegen sorgt dafür, dass ihr bei einer Anhörung Peter als Chefveterinär in den Rücken fällt. Peter reicht es, er hat es satt von seinem Vater wieder instrumentalisiert zu werden und ist bereit mit Tochter Josefine und Svea nach Stralsund zurückzukehren. 
Svea möchte allerdings nicht so einfach aufgeben, insbesondere nachdem sie ein Druckmittel gegen den Bürgermeister in die Hand bekommt. Sie muss aber feststellen, dass ihr Joseph wieder einen Schritt voraus war. Für den bedeutet jeder Etappensieg immer auch die Gefahr, dass sein Sohn, seine Schwiegertochter und seine Enkelin St. Josef verlassen und nach Stralsund zurückzukehren. Svea und Peter gehen vorerst nach Stralsund zurück, dort gesteht Peter Svea, dass er vor wenigen Tagen erfahren hat, dass er mit seiner Sekretärin Anna Zertl ein Kind hat. Joseph sucht Svea in Stralsund auf, um sie zurückzuholen. Er schlägt ihr vor, ihr Konzept umsetzen. Svea und Peter kehren nach St. Josef zurück, die Einrichtung des Nationalparkes wird beschlossen.

## Produktion und Hintergrund

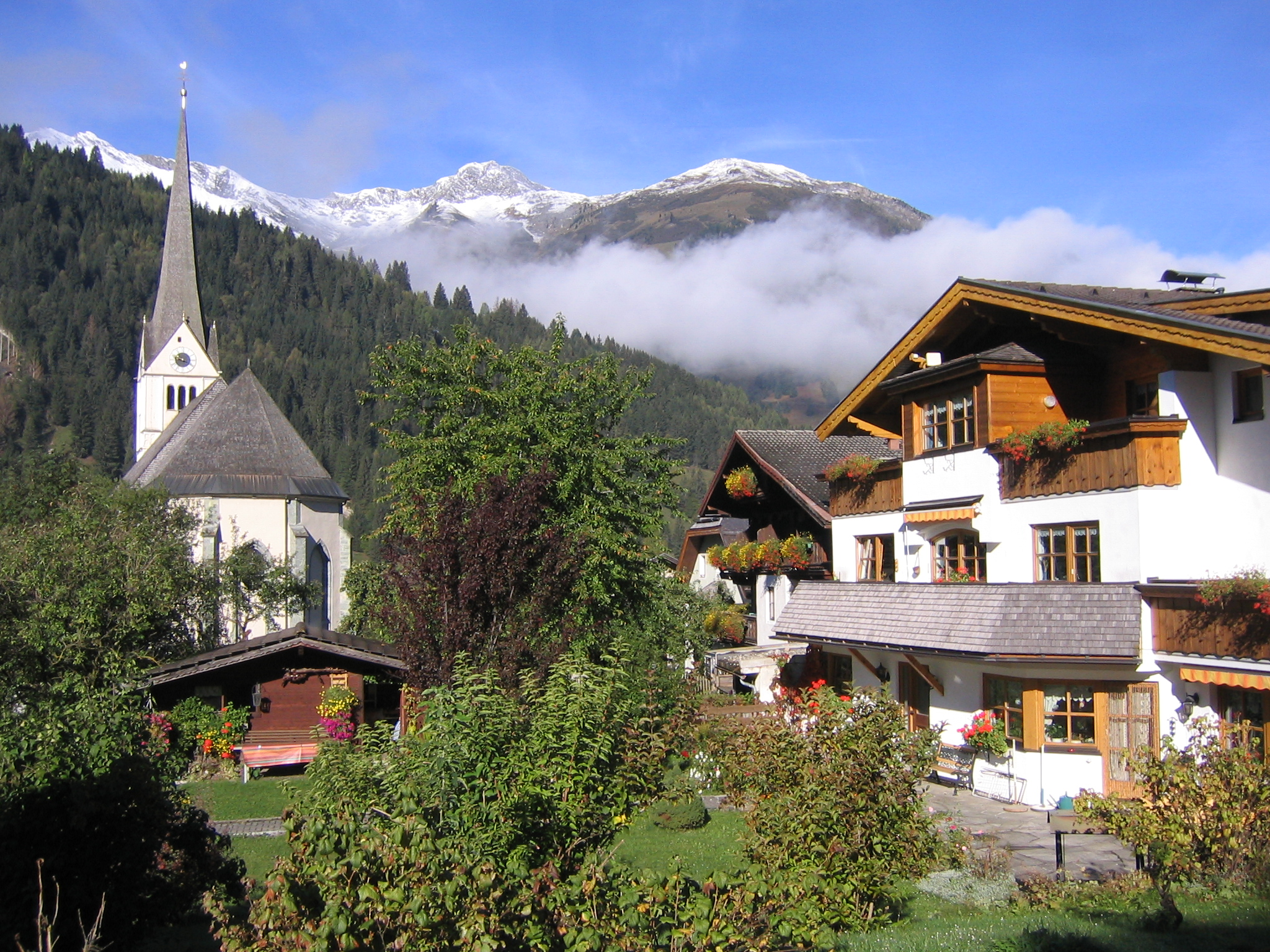
Einer der Drehorte: Rauris im Pinzgau

Die Dreharbeiten für Teil 1 und 2 fanden von Ende Juni bis Ende August 2017 in Rauris im Land Salzburg sowie in Stralsund statt. Während der Dreharbeiten brach in einem als Filmkulisse genutzten leerstehenden Hotel in Rauris ein Feuer aus, mehr als 200 Feuerwehrleute aus Rauris und den Nachbargemeinden waren im Einsatz.
Produziert wurden die Filme von der österreichischen Mona Film. Unterstützt wurde die Produktion vom Land Salzburg und dem Fernsehfonds Austria, beteiligt waren der Österreichische Rundfunk und die ARD (Degeto). Für den Ton zeichnete Thomas Szabolcs verantwortlich, für den Schnitt Brigitta Tauchner, für das Kostümbild Brigitta Fink und für die Ausstattung Maria Gruber.
Bei entsprechender Publikumsresonanz sollen weitere Folgen gedreht werden.

## Rezeption
Tilmann P. Gangloff von tittelbach.tv befand, dass St. Josef am Berg im Grunde nur wegen Paula Kalenberg erträglich sei, „deren Heldin tapfer versucht, alle Probleme wegzulächeln“. Es sei „kaum zu glauben, dass sich die ARD traut, derart viele Klischees gänzlich ironiefrei darzubieten“, Buch und Regie würden „von der Bildgestaltung mit ihren Panoramaflügen und Naturaufnahmen bis hin zu Ein Prosit der Gemütlichkeit beinahe alle Register des Heimatfilms“ ziehen, „schurkischer Bürgermeister inklusive.“
Den ersten Teil verfolgten bei Erstausstrahlung im ORF durchschnittlich rund 642.000 Zuseher, der Marktanteil betrug 22 Prozent. Der zweite Teil erreichte bei Erstausstrahlung im ORF durchschnittlich rund 539.000 Zuseher bei 18 Prozent Marktanteil. Im Ersten wurde der erste Teil bei Erstausstrahlung von 3,95 Millionen Zuschauer gesehen, bei einem Marktanteil von 12,2 Prozent, der zweite Teil von 3,34 Millionen Zusehern, der Marktanteil betrug 10,6 Prozent.